# Stanisław Kostheim
Stanisław Kostheim (ur. 1886, zm. 1940/1941 Kazachstan) – polski ziemianin.

## Życiorys
Zamieszkiwał w Zarzeczu k. Niska. Należał do Galicyjskiego Towarzystwa Łowieckiego w 1914. Był członkiem Polskiego Towarzystwa Dendrologicznego (1924–1926). W 1927 był wiceprezesem Towarzystwa Gospodarskiego we Lwowie. W 1930 posiadał dobra Podlipce. W 1937 otrzymał tytuł członka honorowego Małopolskiego Towarzystwa Rolniczego Oddziału we Lwowie.
Był mężem Zofii z Torosiewiczów.

## Ordery i odznaczenia
- Krzyż Oficerski Orderu Odrodzenia Polski (30 kwietnia 1927)[5][6]